# Archidiecezja Armagh
Archidiecezja Armagh (łac. Archidiœcesis Armachana) – archidiecezja irlandzkiego Kościoła katolickiego położona na terenie Irlandii Północnej i północno-wschodniej części Irlandii (większa część hrabstwa Louth).
Powstała w 445, od 1152 jest archidiecezją. Obecnym biskupem diecezjalnym jest arcybiskup Eamon Martin.

## Główne świątynie
- Katedra: Katedra rzymskokatolicka św. Patryka w Armagh

Ponadto na terenie archidiecezji znajduje się narodowe sanktuarium św. Olivera Plunketta (Drogheda).

## Biskupi diecezjalni
| Nazwisko                | Okres rządów | Uwagi                                   |
| ----------------------- | ------------ | --------------------------------------- |
| Donagh O’Tighe          | 1560 - 1562  |                                         |
| sede vacante            | 1562 - 1564  |                                         |
| Richard Creagh          | 1564 - 1585  |                                         |
| sede vacante            | 1585 - 1587  |                                         |
| Edmund MacGauran        | 1587 - 1593  |                                         |
| sede vacante            | 1593 - 1601  |                                         |
| Peter Lombard           | 1601 - 1625  |                                         |
| Aodc Mac Cathmhaoil     | 1626         |                                         |
| sede vacante            | 1626 - 1628  |                                         |
| Hugh O’Reilly           | 1628 - 1653  |                                         |
| sede vacante            | 1653 - 1658  |                                         |
| Edmund O’Reilly         | 1658 - 1669  |                                         |
| Oliver Plunkett         | 1669 - 1681  | męczennik, święty Kościoła katolickiego |
| Edward Drumgoole        | 1681 - 1683  |                                         |
| Dominic Maguire OP      | 1683 - 1707  |                                         |
| sede vacante            | 1707 - 1715  |                                         |
| Hugh MacMahon           | 1715 - 1737  |                                         |
| Bernard MacMahon        | 1737 - 1747  |                                         |
| Ross MacMahon           | 1747 - 1748  |                                         |
| Michael O’Reilly        | 1748 - 1758  |                                         |
| Anthony Blake           | 1758 - 1787  |                                         |
| Richard O’Reilly        | 1787 - 1818  |                                         |
| Patrick Curtis          | 1819 - 1832  |                                         |
| Thomas Kelly            | 1832 - 1835  |                                         |
| William Crolly          | 1835 - 1849  |                                         |
| Paul Cullen             | 1849 - 1852  | następnie arcybiskup Dublina i kardynał |
| Joseph Dixon            | 1852 - 1866  |                                         |
| Michael Kieran          | 1866 - 1889  |                                         |
| Daniel McGettigan       | 1870 - 1887  |                                         |
| kard. Michael Logue     | 1877 - 1924  |                                         |
| kard. Patrick O’Donnell | 1924 - 1927  |                                         |
| kard. Joseph MacRory    | 1928 - 1945  |                                         |
| kard. John D’Alton      | 1946 - 1963  |                                         |
| kard. William Conway    | 1963 - 1977  |                                         |
| kard. Tomás Ó Fiaich    | 1977 - 1990  |                                         |
| kard. Cahal Daly        | 1990 - 1996  |                                         |
| kard. Seán Brady        | 1996 - 2014  | koadiutor 1994.                         |
| Eamon Martin            | od 2014      | koadiutor 2013.                         |